# Municipio de Jefferson (condado de Boone, Arkansas)
El municipio de Jefferson (en inglés: Jefferson Township) es un municipio ubicado en el condado de Boone en el estado estadounidense de Arkansas. En el año 2010 tenía una población de 1202 habitantes y una densidad poblacional de 29,79 personas por km².

## Geografía
El municipio de Jefferson se encuentra ubicado en las coordenadas 36°8′36″N 92°58′11″O / 36.14333, -92.96972. Según la Oficina del Censo de los Estados Unidos, el municipio tiene una superficie total de 40.35 km², de la cual 40,35 km² corresponden a tierra firme y (0,01 %) 0,01 km² es agua.

## Demografía
Según el censo de 2010, había 1202 personas residiendo en el municipio de Jefferson. La densidad de población era de 29,79 hab./km². De los 1202 habitantes, el municipio de Jefferson estaba compuesto por el 97,59 % blancos, el 0,25 % eran afroamericanos, el 0,5 % eran amerindios, el 0,17 % eran asiáticos, el 0,08 % eran de otras razas y el 1,41 % eran de una mezcla de razas. Del total de la población el 1,08 % eran hispanos o latinos de cualquier raza.